# Заям Джирдахан
Заям-Джирдахан (азерб. Zəyəm Cırdaxan) — село в Шамкирском районе Азербайджана.

## История
В османской кадастровой переписи 1727 года упоминается село Дюмаглы в области Хылхына Карабахского бейлербейства, которому также принадлежит поле Дашбулаг (Гушбулаг) и долина Абдалхан. Село приносило 54 000 агджа в год. В 1864 году Заям-Джирдахан было зимовьем кочевого племени скотоводов. 19 ноября 1906 года во время армяно-татарской резни заям-джирдаханцы вместе с жителями сёл Дуярли и Юхары Айыплы напали на село Бадакенд, разгромили и угнали весь скот.

## Население
В камеральном описании Шамшадильской провинции от 2 марта 1804 года в селе Тумаихлы было 8 дымов с 25 жителями (12 мужчин и 13 женщин). В Кавказском календаре на 1854 год в селе Томахлы (طوماقلى) проживали татары-шииты (азербайджанцы) с родным языком татарским (азербайджанским). В описании 1860 года, село состояло из 22 дворов с 144 жителями (76 мужчин и 68 женщин). В 1886 году в Томахлы было 65 дымов с 446 жителями (227 мужчин и 219 женщин). Согласно Кавказскому календарю, в 1908 году в 65 дымах села проживало 325 человека (175 мужчин и 150 женщин), а в 1914 году — 515 человек и все татары (азербайджанцы). По данным Азербайджанской сельскохозяйственной переписи 1921 года в селе Тамахлы и Джирдахан-Кёлбасан имелось в сумме 444 хозяйств, численность жителей составляла 2163 человек. Население состояло из тюрков-азербайджанцев. По материалам издания «Административное деление АССР», подготовленного в 1933 году Управлением народно-хозяйственного учёта Азербайджанской ССР (АзНХУ), по состоянию на 1 января 1933 года в  Джирдаханском сельсовете Шамхорского района Азербайджанской ССР насчитывалось 2352 жителей, (1247 мужчин и 1105 женщин, 466 хозяйств). Национальный состав Джирдаханского сельсовета (включавшего отселки Джирдахан, Кёлбасан и Томахлы) на 99,8% состоял из тюрков (азербайджанцев). В 1979 году в селе проживали 4698 человек.